# Jerzy (Chrisostomu)
Jerzy, imię świeckie Georgios Chrisostomu (ur. 3 sierpnia 1964 w Salonikach) – duchowny Greckiego Kościoła Prawosławnego, od 2014 metropolita Kitros, Katerini i Platamonu.

## Życiorys
Święcenia diakonatu przyjął w 1989, a prezbiteratu w 1990. Chirotonię biskupią otrzymał 1 marca 2014.